# Чинский язык
Чинский язык (также хака, баунгше, лай) — язык, распространённый в Южной Азии, на котором говорит от 100 000 до 300 000 человек (Ethnologue приводит цифру 125 000 человек). Общее число говорящих включает 2000 говорящих на диалекте зокуа и 60 100 носителей языка лай.

## Лингвогеография
Хака-чины принадлежат, в основном, к племени «лай пауи». Чиноговорящие сосредоточены в Мизораме (Восточная Индия), в Мьянме и Бангладеш. Несмотря на то, что в штате Чин нет официального языка, на большинстве его территории в качестве лингва франка используется чинский язык. В районах столицы и близ Тхантланга у большинства населения чинский родной, а в районе Матупи чинский — язык межнациональной коммуникации. Диалекты Пхалана и Хакхи взаимопонятны.
В Мьянме на 1991 год насчитывалось 100 000 чиноговорящих, согласно данным UBS. Здесь язык известен как «хака», «хакха», «баунше» и «лай».
В Бангладеш в 2000 году на чинском языке говорило 1264 человека (данные Всемирной христианской энциклопедии). Местные названия языка — «хака», «баунше» и «лай». Местный диалект чинского — «шонше», возможно, он является отдельным языком.
Согласно Всемирной христианской энциклопедии, в Индии в 1996 году жило 345 000 носителей чинского языка. В Индии его также называют «хака», «баунше», «лай», «лай пауи», «лай хаул». Большинство молодёжи грамотно, чинский язык преподают во всех начальных школах, где учатся представители чиноговорящих народностей. Носители сосредоточены в Мизораме (округа Аиджал, Лавнгтлай, Сайха) и Мегхалае. В Индии они являются официально признаваемым меньшинством и живут в горных джунглях, где занимаются подсечным земледелием.

## Письменность
Латинизированная письменность для чинского языка была разработана миссионерами в начале XX века. Орфография в основном соответствует фонетике языка (но в дифтонгах [i] обозначается буквой «y», а [u] — буквой «w»), хотя не отражает ни долготы гласных, ни тона.
Пожилые носители менее грамотны, чем молодые. В 1978—1999 годах на чинский язык была переведена Библия.

## Лингвистическая характеристика

### Фонетика и фонология
Чинская фонетика характеризуется низким количеством аллофонов, характерным исключением является переход [s]~[ʃ] перед [i]; в системе гласных долгие качественно отличаются от кратких.
|                           | Губно-губные | Альвеолярные    | Нёбные       | Велярные | Глоттальные |
| ------------------------- | ------------ | --------------- | ------------ | -------- | ----------- |
| Взрывные непридыхательные | p, b         | t, d            | t            | k, g     | ʔ           |
| Взрывные придыхательные   | ph           | th              | th           | kh       |             |
| Фрикативные               | [f], [v]     |                 | [s]~[ʃ], [z] |          | [h]         |
| Аффрикаты                 |              | ts, tsh, tl, tɬ |              |          |             |
| Носовые                   | [m]          | [n]             |              | [ŋ]      |             |
| Боковые                   |              | [r], r̥          | [l], [ɬ]     |          |             |
| Аппроксиманты             |              |                 |              |          |             |

|                | Передние  | Средние   | Задние    |
| -------------- | --------- | --------- | --------- |
| Верхние        | [i], iː   |           | [u], uː   |
| Средне-верхние | [ɛ], [e]ː |           | [o], [ɔ]ː |
| Средне-нижние  |           | [ə], [a]ː |           |

Дифтонги: uy [ui], oy [oi], ooy [ɔːi], ay [ɛu] aay [aːu] iw [iu], ew [ɛu], eew [eːu], aw [ou], aaw [aːw], ia [iə], iaa [iaː], ua [ua], uaa [uaː]; трифтонги: uay [uəi], iaw [iəw].
Слог имеет структуру CV: или CV(:)C — в открытых слогах не бывает кратких гласных. В начальной позиции может стоять любой согласный, а в конечной — только непридыхательные взрывные, звонкие сонорные, фрикативы и аффрикаты.

### Морфология
Морфема почти всегда соответствует слогу. Среди самостоятельных частей речи выделяют наречия, имена (существительное, местоимение и реляционное имя), а также глагольные части речи — глаголы и прилагательные. Указательные местоимения, дейксис, указатели множества и счётные слова относятся к несамостоятельным частям речи. Порядок слов SOV.

#### Имена
У местоимений имеется три лица и два числа. Имеется небольшое количество демонстративов-аффиксов, в частности, khaa [khaː] для находящихся рядом со слушателем вещей, tsuu [tsuː] для невидимых, hii [hiː] для вещей возле говорящего, khii [khiː] для отдалённых вещей.
Выделенного указателя притяжательности нет: для выражения значения Xов Y используется конструкция X Y.
Падежей семь: именительный, эргативный (субъект большинства переходных глаголов имеет эргативный падеж), местный, аблативно-инструментальный, комитативный, экватив и компаратив.
У существительных указание множественного числа не обязательно, а у глаголов — обязательно.
В чинском языке большой набор счётных слов, которые прибавляются к корням числительных:
mii pa-khat [miː pə-khət]
человек классификатор-один
«один человек».
Некоторые классификаторы:
| Тип предметов              | Классификатор | Тип предметов       | Классификатор |
| -------------------------- | ------------- | ------------------- | ------------- |
| зернистые вещества         | [muː]         | удлинённые предметы | [tɬuən-]      |
| плоские предметы           | [tlaːp-]      | круглые предметы    | [pum-]        |
| капли жидкости             | [dor-]        | одежда              | [zuːn-]       |
| деньги                     | [fəŋ-]        | «блюда» чего-либо   | [kheːŋ-]      |
| небольшие объёмы чего-либо | [dur-]        | группы животных     | [buː-]        |
| пары                       | [tuaː?]       | общий               | [-pə]         |

#### Глагол
В большинстве глагольных корней имеется две аблаутные формы, обычно образующиеся предсказуемо. В утвердительных, индикативных и главных предложениях, если глагол непереходный, используется первая форма, а если переходный, то вторая вместе с эргативным строем. При этом имеется несколько случаев, когда с переходными глаголами употребляется первая форма.